# Pretty Guardian Sailor Moon Eternal (película de 2021)
Pretty Guardian Sailor Moon Eternal: The Movie (劇場版「美少女戦士セーラームーンEternalエターナル」 Gekijōban Bishōjo Senshi Sērā Mūn Etānaru?) es una película japonesa de anime de fantasía de dos partes, estrenada el mes de mayo de 2021. La cinta está basada en el arco Dream del manga Sailor Moon de Naoko Takeuchi, que sirve como una continuación directa y una "cuarta temporada" para la serie de anime Sailor Moon Crystal. La película está dirigida por Chiaki Kon, escrita por Kazuyuki Fudeyasu, supervisada por Naoko Takeuchi y producida por Toei Animation y Studio Deen en colaboración con 20th Century Studios. El primer film se estrenó el 8 de enero de 2021 y la segunda el 11 de febrero de 2021.
La película de dos partes es la primera de la franquicia que se proyecta en los cines japoneses en 26 años, la última fue Sailor Moon SuperS: ¡Las 9 Soldados Sailor se Unen! El Milagro del Agujero Negro del Sueño, estrenada en 1995.
Netflix adquirió los derechos de streaming de ambas películas, y se estrenaron el 3 de junio de 2021 en la plataforma.

## Argumento

### Parte 1

#### Una Extraña Ensoñación
Retomando donde se quedó la temporada 3 de Sailor Moon Crystal, durante el eclipse solar, Usagi, Chibiusa y Mamoru reciben una visión de un pegaso llamado Helios pidiendo su ayuda, y Mamoru tiene una sensación de punzadas en su pecho. El Circo Dead Moon llega en un buque insignia y sus miembros conjuran una barrera oscura alrededor de la zona donde está la carpa del circo. Esa noche, Chibiusa sueña con Helios, quien le da una campana, diciéndole que la toque si lo necesita, y que necesita el Cristal Dorado para salvar a Elysion. Cuando Chibiusa intenta regresar al siglo 30 con Diana, la barrera oscura la detiene y alerta al Cuarteto Amazona, lo que los lleva a enviar un tigre para investigar. Chibiusa suena la campana, lo que les permite transformarse en Super Sailor Moon y Super Sailor Chibi Moon. Las Amazonas envían a algunos Lémures a luchar contra los Sailor Guardians, pero rápidamente los destruyen. Mamoru se desmaya por el dolor en el pecho, y Palla Palla del Cuarteto cambia las edades de Usagi y Chibiusa. La Líder del circo, Zirconia, recibe instrucciones de su ama, la reina Nehelenia, para que deje que las pesadillas de los Sailor Guardians se apoderen de ellas para que pueda obtener el Cristal de Plata. Palla Palla envía a los miembros del Trío Amazon Fisheye, Tiger's Eye y Hawk's Eye para atrapar respectivamente a Ami, Rei y Makoto en pesadillas. Sin embargo, las chicas son capaces de liberarse de ellos y transformarse con sus cristales en sus formas super sailor, lo que les permite destruir al Trío Amazona. Helios revela que el dolor de Mamoru es causada por la maldición de Nehelenia sobre Elysion, un lugar sagrado dentro de la Tierra. Esta maldición también convierte a Helios, el sacerdote de Elysion, en un pegaso y encerrandolo en una jaula de la que se proyecta astralmente. Super Sailor Moon dice que curará a Mamoru y lo abraza, lo que luego causa que Usagi se contagie de la misma maldición que Mamoru. Minako es incapaz de transformarse, y la Amazona Ves Ves envía dos gemelos que lanzan cuchillos, Xenotime y Zeolite, tras ella. En el conflicto subsiguiente, Ves Ves la envía a caer a su muerte, pero ella es salvada por Artemis, que está a punto de ser aplastado con una roca por Palla Palla, pero se vuelve humano y le da a Minako su cristal, lo que le permite transformarse en Super Sailor Venus y destruir Xenotime y Zeolite. Palla Palla luego atrapa a las cuatro Super Sailor Guardians en vides. Usagi luego cae enferma y Zirconia trae oscuridad a la Tierra con la energía de pesadilla que ha acumulado.
En una escena poscréditos, Sailor Saturn, hablando dentro de Hotaru, dice que el segundo despertar esta por llegar.

### Parte 2

#### La Reunión de Todas las Sailor Guardians
Sailor Saturn habla con Hotaru desde su interior y restaura sus recuerdos de su vida anterior. Hotaru luego le da a Haruka, Michiru y Setsuna sus cristales, lo que les permite transformarse en Super Sailor Uranus, Super Sailor Neptune y Super Sailor Pluto, quienes, junto con Super Sailor Saturn, liberan a Super Sailors Mercury, Mars, Jupiter y Venus de las vides de Palla Palla. Super Sailor Chibi Moon, Super Sailor Moon y Tuxedo Mask llegan para ayudar, pero Super Sailor Moon y Tuxedo Mask son mortalmente heridos por Zirconia, quien se retira con el Cuarteto Amazona. Helios teletransporta a Usagi y Mamoru a Elysion para salvar sus vidas con el poder de purificación que le queda. Super Sailor Chibi Moon y Super Sailor Saturn se enfrentan al Cuarteto Amazona dentro de una tienda de campaña, y Super Sailor Saturn revela que el Cuarteto Amazona fue corrompido por el poder de pesadilla de Nehelenia. Cuando el Cuarteto Amazona comienza a entrar en razón, Zirconia los encarcela dentro de los orbes, y atrapa a Super Sailor Chibi Moon y Super Sailor Saturn dentro de fragmentos de vidrio, antes de poner a los seis dentro del espejo de Nehelenia.

#### La Tierra de Elysion
En Elysion, Helios explica a Usagi y Mamoru que el Reino Dorado solía existir en Elysion, del cual Mamoru, como Endymion, era Príncipe de la Tierra, y el Cristal Dorado es la contraparte del Cristal de Plata del Milenio de Plata. Usagi se da cuenta de que el Cristal Dorado está dentro de Mamoru como el Cristal de Plata estaba dentro de ella. Helios envía a Usagi y Mamoru de vuelta a la superficie. Usagi y Mamoru se transforman de nuevo, Zirconia lanza una niebla caliente y asfixiante a su alrededor y los otros Super Sailor Guardians. Helios usa lo último de su poder para enviar los cristales purificadores de Elysion a la Tierra, bloqueando la niebla de Zirconia, y aparentemente muriendo como resultado. Zirconia ataca a los Sailor Super Guardians y a Tuxedo Mask, pero las todas las Super Sailor Guardians en un ataque unido logran darle un golpe fatal y huye, pero Super Sailor Moon la sigue en el espejo de Nehelenia, donde libera a Super Sailor Chibi Moon y Super Sailor Saturn, con esta última toma los orbes que contienen al Cuarteto Amazona, mientras zirconia permanece dentro del espejo. El Circo Dead Moon desaparece, pero la oscuridad permanece. Todos los Super Sailor Guardians y Tuxedo Mask se teletransportan a Elysion, donde Nehelenia aparece dentro de su espejo y refleja el ataque de Super Sailor Moon contra ella y los demás, enviándolos a un flashback del pasado de Nehelenia: Nehelenia llegó a la fiesta celebrando el nacimiento de la Princesa Serenity, a la que no fue invitada, y trató de extender su oscuridad, pero fue sellada permanentemente dentro de su espejo por la Reina Serenity, después de lo cual maldijo a la princesa y al Milenio de Plata hasta su caída. Nehelenia toma el Cristal de Plata de Super Sailor Moon, pero antes de que pueda matar a las Super Sailor Guardians y apoderarse de la Tierra, Usagi y Tuxedo Mask se besan, liberándose de la pesadilla de Nehelenia y recuperando el Cristal de Plata. 

#### El Fin de las Pesadillas
Super Sailor Moon transforma a las otras Super Sailor Guardians en sus formas de princesa e invoca a Luna, Artemis y Diana en forma humana. Los otros Eternal Sailor Guardians y Tuxedo Mask, usando su Cristal Dorado, envían poder a Super Sailor Moon, transformándola en Eternal Sailor Moon, quien destruye a Nehelenia y su espejo, restaurando la Tierra y Elysion a la normalidad, y haciendo que la jaula de Helios y la Luna negra desaparezcan. Helios es devuelto a su forma humana, y Eternal Sailor Chibi Moon lo revive con el poder de su Cristal de la Luna Rosa, haciendo que Helios se dé cuenta de que ella era la doncella en su visión. Eternal Sailor Moon libera al Cuarteto Amazona, que se revelan como Sailor Guardians de los asteroides llamados Sailor Ceres, Sailor Pallas, Sailor Juno y Sailor Vesta y que también son las guardianas que protegerán a Eternal Sailor Chibi Moon en el futuro, que estaban dormidas en la Selva Amazónica hasta que Nehelenia las obligó a despertar en una pesadilla. El Cuarteto Sailor dice que volverán a la selva amazónica a dormir pero que volveran a despertar cuando Eternal Sailor Chibi Moon se convierta en una Sailor Guardian completa en el futuro. Helios escolta a los demás de vuelta a la superficie antes de regresar a Elysion, asegurando a Chibiusa que se encontrarán de nuevo.

## Actores de voz
Para la versión doblada al español latino se recuperó a gran parte del casting del doblaje de Sailor Moon Crystal, la cual, contó con la mayor parte del elenco del anime original, más la presencia de actores y actrices nuevos que participaron en Crystal. Por otro lado, hay que tener en cuenta que Sailor Moon Crystal no ha sido doblada en España y para el doblaje español de esta película, se filtró información por parte de un actor de doblaje a finales de 2019 en la que se revelaba que Netflix mostró interés en recuperar a los actores y actrices que habían prestado sus voces en la serie de los años 90, sumándose a estos nuevas incorporaciones. Parece ser que el doblaje ha estado dirigido por Cecilia Santiago, actriz que interpretó a Usagi en la primera temporada.
| Personaje                                                  | Actor de voz original | Actor de doblaje       | Actor de doblaje España   |
| ---------------------------------------------------------- | --------------------- | ---------------------- | ------------------------- |
| Usagi Tsukino/Super Sailor Moon/Eternal Sailor Moon        | Kotono Mitsuishi      | Patricia Acevedo       | Adelaida López            |
| Luna                                                       | Ryō Hirohashi         | Irene Jiménez          | Beatriz Acaso             |
| Mamoru Chiba/Tuxedo Mask                                   | Kenji Nojima          | Gerardo Reyero         | Mario Arenas              |
| Ami Mizuno/Super Sailor Mercury/Eternal Sailor Mercury     | Hisako Kanemoto       | Rossy Aguirre          | Ana María Marí            |
| Rei Hino/Super Sailor Mars/Eternal Sailor Mars             | Rina Satō             | Mónica Manjarrez       | Ana Esther Alborg         |
| Makoto Kino/Super Sailor Jupiter/Eternal Sailor Jupiter    | Ami Koshimizu         | Adriana Olmedo         | Isabel Fernández Avanthay |
| Minako Aino/Super Sailor Venus/Eternal Sailor Venus        | Shizuka Itō           | María Fernanda Morales | Beatriz Acaso             |
| Artemis                                                    | Taishi Murata         | Salvador Delgado       | Mario Arenas              |
| Chibiusa/Super Sailor Chibi Moon/Eternal Sailor Chibi Moon | Misato Fukuen         | Cristina Hernández     | Conchi López              |
| Diana                                                      | Shoko Nakagawa        | Cony Madera            | Isatxa Mengíbar           |
| Setsuna Meiō/Super Sailor Pluto/Eternal Sailor Pluto       | Ai Maeda              | Betzabé Jara           | Pilar Coronado            |
| Haruka Ten'ō/Super Sailor Uranus/Eternal Sailor Uranus     | Junko Minagawa        | Paulina Soto           | Isabel Lago               |
| Michiru Kaiō/Super Sailor Neptune/Eternal Sailor Neptune   | Sayaka Ohara          | Irma Carmona           | Chelo Vivares             |
| Hotaru Tomoe/Super Sailor Saturn/Eternal Sailor Sartun     | Yukiyo Fujii          | Ivett Toriz            | Silvia Sarmentera         |
| Pegasus/Helios                                             | Yoshitsugu Matsuoka   | Luis Navarro           | Adolfo Moreno             |
| Reina Nehelenia                                            | Nanao                 | Rocío Garcel           | María del Mar Jorcano     |
| Zirconia                                                   | Naomi Watanabe        | Martha Rave            | Ana Plaza                 |
| Cere Cere/Sailor Ceres                                     | Reina Ueda            | Mariana Ortiz          | Cristina Yuste            |
| Palla Palla/Sailor Pallas                                  | Sumire Morohoshi      | Circe Luna             | Neri Hualde               |
| Jun Jun/Sailor Juno                                        | Yūko Hara             | Casandra Acevedo       | Pilar Martín              |
| Ves Ves/Sailor Vesta                                       | Rie Takahashi         | Gaby Willer            | Danai Querol              |
| Ojo de Pez                                                 | Shouta Aoi            | Ricardo Bautista       | Rodri Martín              |
| Ojo de Tigre                                               | Satoshi Hino          | Yamil Atala            | Fernando Cabrera          |
| Ojo de Halcón                                              | Toshiyuki Toyonaga    | Benjamín Rivera        | Iván Muelas               |

Elenco Adicional
| Personaje      | Actor de voz original     | Actor de doblaje | Actor de doblaje España |
| -------------- | ------------------------- | ---------------- | ----------------------- |
| Xenotime       | Yōhei Azakami             | Ángel Rodríguez  | Eduardo Bosch           |
| Zeolite        | Ryōhei Arai               | Ángel Rodríguez  | Eduardo Bosch           |
| Phobos         | Kanami Taguchi            | Yetzary Olcort   |                         |
| Deimos         | Aya Yamane                | Yetzary Olcort   |                         |
| Saeko Mizuno   | Naomi Shindō              |                  | Cecilia Santiago        |
| Abuelo Hino    | Hirohiko Kakegawa         | Rubén León       | Hector Garay            |
| Ménades        | Ruriko Noguchi (Ménade 1) |                  |                         |
| Ménades        | Yūki Hirose (Ménade 2)    |                  |                         |
| Reina Serenity | Mami Koyama               | Maggie Vera      | Inés Blázquez           |

### Voces adicionales
- Alicia Vélez
- Auri Maya
- Cecilia Guerrero
- Derek Mendoza
- Mariana Mireya
- Osvaldo Trejo Rodríguez
- Rodrigo Acevedo
- Susana Romero
- Sara Feria
- Yetzary Olcort
- Maggie Vera

## Producción

### Desarrollo
El 25 de enero de 2017, se anunció en el sitio web oficial del 25 aniversario de "Sailor Moon" que el anime "Sailor Moon Crystal" continuaría. Más tarde, el 30 de junio del mismo año, se reveló que la cuarta temporada conocida como el arco Dead Moon, basada en el arco  Dream  del manga, iba a ser adaptada como anime teatral de dos partes.  proyecto cinematográfico.  Además, Chiaki Kon, quien fue directora de la serie para la tercera temporada del anime, regresó como directora principal de las películas.
El 30 de junio de 2018, se anunció que la producción de la película había comenzado, y Kazuko Tadano, quien manejó los diseños de personajes durante las dos primeras temporadas de la década de 1990  Sailor Moon  serie de anime y Sailor Moon R: La Película, fue elegida como diseñadora de personajes para la película.  Tadano había comentado: 

"Nunca soñé que podría participar en este trabajo en el que había estado involucrado hace 25 años. Estoy muy feliz de estar involucrado como diseñador de personajes una vez más en este trabajo,  que es amado en todo el mundo. Me siento ansioso, porque esta es la primera vez que trabajo como diseñadora de personajes para la última parte de la serie, lo que me hace querer trabajar aún más duro. ¡Continúen apoyando a 'Sailor Moon'! "

 En el momento de la producción, el nombre original de la película era Pretty Guardian Sailor Moon Crystal: The Movie -Dead Moon arc- (劇場版「美少女戦士セーラームーンCrystal」 ＜デッド・ムーン編＞ Gekijōban Bishōjo Senshi Sērā Mūn Kurisutaru Dēddō Mūn Hen?).

### Casting
La mayoría de los actores de doblaje principales de Sailor Moon Crystal habían regresado para la película de dos partes, pero, por razones desconocidas, Taishi Murata asumió el papel de Yohei Obayashi como Artemis. Yoshitsugu Matsuoka pondrá la voz de Pegasus/Helios para la película. En agosto de 2020, se anunció que Shouta Aoi, Satoshi Hino y Toshiyuki Toyonaga serían las voces del Trío Amazonas: Fish Eye, Tiger's Eye y Hawk's Eye.  La semana siguiente, Reina Ueda, Sumire Morohoshi, Yūko Hara y Rie Takahashi fueron elegidas como el Cuarteto Amazoness: CereCere, PallaPalla, JunJun y VesVes. En septiembre de 2020, se anunció que la comediante, diseñadora de moda y actriz japonesa Naomi Watanabe fue elegida como Zirconia.  Al mes siguiente, la modelo y actriz japonesa Nanao fue elegida para interpretar a la reina Nehelenia.

## Estreno
La primera película estaba programada para estrenarse en los cines japoneses en diciembre de 2019, luego se pospuso a septiembre de 2020. pero fue pospuesto y se estrenó cuatro meses después, el 8 de enero de 2021 debido a la pandemia de COVID-19.  La segunda película se estrenó el 11 de febrero de 2021.
En cuanto al estreno internacionales, a finales de abril se reveló a través de un teaser tráiler que Netflix había adquirido los derechos para distribuir las dos películas fuera de Japón. Las dos películas se estrenarán simultáneamente en la plataforma con doblajes de diferentes idiomas el día 3 de junio. Unas semanas más tarde, Netflix lanzó un segundo tráiler con escenas inéditas de la película.

## Banda sonora
Yasuharu Takanashi volvió a componer la música de la película de dos partes.  El tema principal de la película de dos partes se titula "Moon Color Chainon" (月色 Chainon, Tsukiiro Chainon), interpretada por Momoiro Clover Z y las cinco actrices de voz de Inner Sailor Guardians.  La letra de la canción fue escrita por Naoko Takeuchi (bajo el nombre de "Sumire Shirobara"), compuesta por Akiko Kosaka y arreglada por Gesshoku Kaigi.  El tema final de la primera película será Watashi-tachi ni Naritakute (私たちになりたくて, Wanting to Be Together with You), interpretado por Yoko Ishida, y el tema final de la segunda película será "Rashiku" Ikimasho (“らしく”いきましょ, "Iré como yo mismo"), interpretada por Anza.  El álbum de once canciones de la colección de personajes, titulado Pretty Guardian Sailor Moon Eternal: The Movie Character Song Collection: Eternal Collection, fue lanzado el 10 de febrero de 2021, y la undécima pista, titulada "Moon Effect", interpretada por las actrices de voz de las diez Sailor Guardians, se utiliza como una canción de inserción para la segunda película.

## Recepción
La primera película debutó en el quinto lugar entre los diez primeros de la taquilla del fin de semana, y también ocupó el tercer lugar en el ranking de satisfacción del primer día de Filmarks con un índice de aprobación de 3.46 basado en 242 reseñas.

## Secuela
Se insinuó una secuela al final de la segunda película durante su estreno en cines japoneses, con una línea teaser en inglés, "Continuará..." El 28 de abril de 2022, durante la transmisión en vivo del 30 aniversario de "Sailor Moon", se anunció la secuela que cubre el arco del manga "Estrellas" como una película de dos partes, titulada Pretty Guardian Sailor Moon Cosmos The Movie que esta prevista a estrenarse en 2023.